# کورت شوشنیگ
کورت آلوییز یوزف یوهان شوشنیگ (آلمانی: Kurt Schuschnigg؛ ۱۴ دسامبر ۱۸۹۷ – ۱۸ نوامبر ۱۹۷۷) یک سیاست‌مدار اهل اتریش بود و آخرین صدراعظم دولت فدرال اتریش پیش از ملحق شدن اتریش به آلمان نازی بود. 